# René Steininger

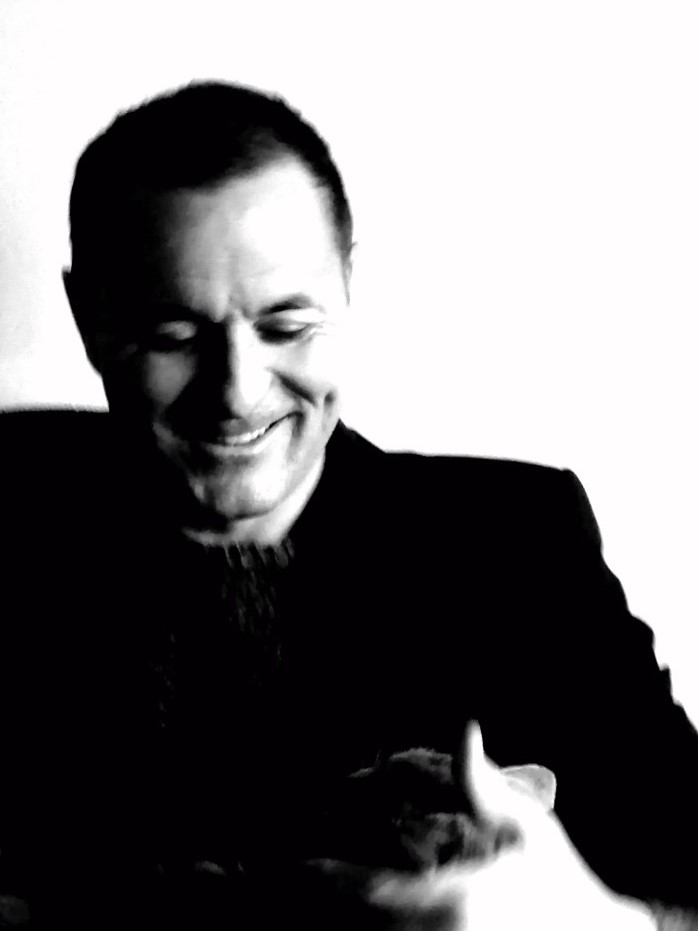
René Steininger (2020)

René Steininger (* 30. Mai 1970 in Paris) ist ein österreichischer Dichter und Prosaautor.

## Leben
Steininger wurde als Kind österreichischer Eltern in Paris geboren und wuchs in Prag, Helsinki, Wien und Kuwait auf.
Nach Abschluss des französischen Baccalaureat studierte er ab 1989 Philosophie und Geschichte in Wien und promovierte 1996 mit einer Arbeit über Friedrich Nietzsche in der Rezeption der französischen Postmoderne.
Er arbeitete als freier Autor in Hamburg und ab 2000 als Lektor am Germanistik-Institut in Bukarest und Bratislava. Seit seiner Rückkehr nach Wien 2006 ist er als freiberuflicher Deutschlehrer tätig.

## Künstlerisches Schaffen
Im Bucher Verlag veröffentlichte Steininger 2008 und 2011 die beiden Bände Rinforzando und Tremolando. Es folgten weitere sieben Werke, 2013 in der Edition Art Science Gravitöne sowie die Anthropozän-Tetralogie mit einem lyrischen Fußnotenapparat im Verlag Rote Zahlen. Steininger bevorzugt die Gattung der Lyrik und aphoristischen Kurzprosa. In seinen Texten verbindet er deutsche Muttersprache, französische Prägung und angloamerikanische Vorbilder zu einem poetischen Minimalismus.

## Werke
Einzelausgaben
- Rinforzando. Gedichte und Geschichten I. Bucher, Hohenems 2008, ISBN 978-3-902612-39-7.
- Tremolando. Gedichte und Geschichten II. Bucher, Hohenems 2011, ISBN 978-3-99018-018-1.
- Gravitöne. Edition Art Science, St. Wolfgang 2013, ISBN 978-3-902864-31-4.
- In Margine. Gedichte und poetische Prosa. Verlag Rote Zahlen, Buxtehude 2014, ISBN 978-3-944643-41-0.
- Übertragungen aus der Nähe. Ein Triptychon. Verlag Rote Zahlen, Buxtehude 2015, ISBN 978-3-944643-66-3.
- Fundstücke. Kleines Lexikon verlorener Dinge. Verlag Rote Zahlen, Buxtehude 2016, ISBN 978-3-944643-69-4.
- Bei Gelegenheit. Ein Labbook. Verlag Rote Zahlen, Buxtehude 2018, ISBN 978-3-944643-78-6.
- Addenda. Ein lyrischer Apparat. Verlag Rote Zahlen, Buxtehude 2019, ISBN 978-3-944643-90-8.
- Mit der unsichtbaren Welt beginnen. Verlag am Rande, Sipbachzell 2022, ISBN 978-3-903190-50-4.
- Echoortungen. BoD. Norderstedt 2024, ISBN 978-3-757860-34-9.

Sammelbände
- Notizen. „Osiris“, Aachen 2000, ISBN 3-89086-800-2.
- Reisegedichte. „entwürfe“, Zürich 2005, ISBN 3-906729-41-9.
- Einsprüche. „Literatur und Kritik“, Neue Prosa, Salzburg 2005, ISSN 0024-466x.
- Gedichte. „Literatur und Kritik“, Neue Lyrik, Salzburg 2006, ISSN 0024-466x.
- Über Nicolás Gómez Dávila. Information Philosophie, Lörrach 2006, ISSN 1434-5250.
- Kokoning. „& Radieschen“, Wien 2009, ZVR-Nr 671895868.
- MA 48. „DUM“, Heft Nr. 50, Langenlois 2009, ZDB 2052308-7.
- Sündenzunami. DUM, Heft Nr. 52, Langenlois 2009, ZDB 2052308-7.
- Monitoring. „um[laut]“, Köln 2009, ISSN 1866-9816.
- Souvenirs. „etcetera“, Sankt Pölten 2009, ISSN 1682-9115.
- Verriss. „Weisz auf Schwarz“, Rostock 2009, ISSN 1866-8607.
- Aquarium. „entwürfe“, Zürich 2009, ISBN 978-3-906729-73-2.
- Enzyklopädie der Melancholie, zum Werk von W.G. Sebald. „Ostragehege“, Dresden 2009, ISSN 0947-1286.
- Von der Freiheit, schutzlos zu sein. Über Marlen Haushofer („Aurora“, 2009 Seekirchen, Online)
- Was heißt deleuzianisch? „Aufklärung und Kritik, Zeitschrift für freies Denken und humanistische Philosophie“, Nürnberg 2009, ISSN 0945-6627; wiederabgedruckt in: „Scheidewege, Jahresschrift für skeptisches Denken“, Reutlingen 2010, ISBN 978-3-7776-1687-2.
- Bouillabaisse. „Reibeisen“, Kapfenberg 2010, ISSN 1810-0473
- Anderwärts. Reisegedichte. „Dulzinea“, Fulda 2010, ISSN 1618-470x.
- Andragogik. „DUM“, Heft Nr. 53, Langenlois 2010, ZDB  2052308-7.
- Der Physiognomiker. „DUM“, Heft Nr. 60, Langenlois 2011, ZDB 2052308-7.
- Morbus poeticus. „Reibeisen“, Kapfenberg 2011, ISSN 1810-0473; wiederabgedruckt in: „DUM“, Heft Nr. 57, Langenlois, ZDB 2052308-7.
- Stoff. „DUM“, Heft Nr. 60, Langenlois, ZDB 2052308-7.
- Eine Reise zum Uranus über das Pustertal. „Driesch“, Neusiedl/Zaya 2011, ISSN 2078-6433.
- Variationen. „DUM“, Heft Nr. 65, Langenlois 2013, ZDB 2052308-7.
- Einen tasmanischen Tiger betrachtend. „Dichtungsring“, Bonn 2014, ISSN 0724-6412.
- An Dichtungen. Buxtehude 2014, ISBN 978-3-94464346-5.
- Der letzte Mohikaner der literarischen Boheme. Zum Nachlass Charles Bukowskis. „Glanz&Elend“, München 2014, Online; Print in: „Gegner“, Heft Nr. 26, Berlin, ISSN 2199-0824.
- Richard Brautigan oder die Milchstraße vor der Haustür. „Glanz&Elend“, München 2016, Online.
- Askese und Feuer. Zum lyrischen Werk von Thomas Merton. „Fixpoetry“, Hamburg 2018, Online.
- Spleen & Zen in Ohio. Anmerkungen zu den Gedichten von James Wright. „Fixpoetry“, Hamburg 2020, Online.
- Die beiden Johannes. Über Peter Handkes Journale. „Glanz&Elend“, München 2020, Online.